# Lorenzo Dalla Porta
Lorenzo Dalla Porta, né le 22 juin 1997 à Prato est un pilote de vitesse moto italien. Depuis 2015, il participe au championnat du monde Moto3. En 2018, il est au guidon d'une Honda du team Léopard Racing
Il est champion du monde Moto3 en 2019.

## Carrière
En 2012, il remporte le championnat italien de vitesse en classe 125 avec une Aprilia Rs125r de l'OR par 2B Corse-Zack M. Corre en CIV également en 2013 et en 2014 , puis passe, en 2015, au championnat d'Espagne , qui gagne en 2016 Il a fait ses débuts en Moto3 lors du Championnat du Monde 2015 avec l'équipe Husqvarna Factory Laglisse lors du Grand Prix d'Indianapolis , succédant à Isaac Viñales . Il a marqué 13 points mondiaux qui lui ont valu la vingt-cinquième place au classement final.
En 2016, il a couru le GP d' Italie pour remplacer Philipp Öttl blessé sur la KTM RC 250 GP de l'équipe Schedl GP Racing, terminant à la quinzième position et obtenant un point du monde.  De retour en piste en Moto3 pour le Grand Prix des Pays-Bas pour remplacer le blessé Jorge Navarro , terminant la course en dixième position.  Aussi en 2016, à partir du GP britannique, il a été désigné comme remplaçant de Romano Fenati au sein de l'équipe SKY Racing VR46 .  Il termine la saison à la trentième place avec 12 points obtenus.
En 2017, il devient pilote titulaire du championnat du monde , au volant de la Mahindra MGP3O du Team Aspar . Le coéquipier est Albert Arenas . Son meilleur résultat est une dixième place en Australie et termine la saison à la 28e place avec 9 points. En 2018, il roule avec la Honda NSF250R de l' équipe Leopard Racing ; la coéquipière est Enea Bastianini . Il obtient son premier podium dans le cadre du championnat du monde avec une troisième place au Qatar . Le 9 septembre 2018, à l'occasion du Grand Prix de Saint-Marinobtient sa première victoire au championnat du monde.  Il arrive deuxième en Thaïlande , au Japon et en Malaisie . Il termine la saison à la 5e place avec 151 points.
En 2019, il reste dans la même équipe, avec son coéquipier Marcos Ramírez . Il obtient quatre victoires ( Allemagne , Japon, Australie et Malaisie), six deuxièmes places (Qatar, France , Italie, Hollande, République tchèque et Thaïlande), une troisième place en Grande-Bretagne, une pole position en Espagne et 279 points au championnat. Le 27 octobre 2019, remportant la victoire lors du Grand Prix d'Australie, il remporte le championnat du monde Moto3 avec deux courses à revendre. Il est le premier Italien à gagner dans cette catégorie depuis que la Moto3 a remplacé la catégorie 125. Dalla Porta a ainsi pu ramener le titre de la catégorie légère en Italie 15 ans après le dernier vainqueur de la catégorie, dans la catégorie alors 125, Andrea Dovizioso , égalant également la plus longue période entre deux Italiens dans les 125 qui s'est produite entre Carlo Ubbiali , champion en 1960 et champion de Paolo Pileri en 1975.
En 2020, il court en Moto2 avec l'équipe Italtrans Racing, au volant d'une Kalex Moto2, son coéquipier est Enea Bastianini . Son meilleur résultat est une treizième place au Grand Prix de Saint-Marin et termine la saison à la 27e place avec 5 points.

## Statistiques

### Par saison
| Sais  | Cat.  | Moto      | Course | Vict | Pod | Pole | M.tour | Pts | Class |
| ----- | ----- | --------- | ------ | ---- | --- | ---- | ------ | --- | ----- |
| 2015  | Moto3 | Husqvarna | 9      | 0    | 0   | 0    | 0      | 13  | 25e   |
| 2016  | Moto3 | KTM       | 9      | 0    | 0   | 0    | 0      | 12  | 30e   |
| 2016  | Moto3 | Honda     | 9      | 0    | 0   | 0    | 0      | 12  | 30e   |
| 2016  | Moto3 | KTM       | 9      | 0    | 0   | 0    | 0      | 12  | 30e   |
| 2017  | Moto3 | Mahindra  | 18     | 0    | 0   | 0    | 0      | 9   | 28e   |
| 2018  | Moto3 | Honda     | 18     | 1    | 5   | 0    | 2      | 151 | 5e    |
| 2019  | Moto3 | Honda     | 19     | 4    | 11  | 1    | 1      | 279 | 1re   |
| 2020  | Moto2 | Kalex     | 9      |      |     |      |        | 5   | 25e   |
| Total |       |           | 73     | 5    | 16  | 1    | 3      | 464 |       |

### Statistiques par catégorie
| Catégorie | Année     | 1er GP   | 1er Podium | 1re Victoire | Courses | Victoires | Podiums | Pole | M.tours¹ | Points | Titres |
| --------- | --------- | -------- | ---------- | ------------ | ------- | --------- | ------- | ---- | -------- | ------ | ------ |
| Moto3     | 2016-2019 | IND 2015 | QAT 2018   | RSM 2018     | 73      | 5         | 16      | 1    | 3        | 464    | 1      |
| Moto2     | 2020-     | QAT 2020 |            |              | 9       |           |         |      |          | 15     |        |
| Total     | 2015-     |          |            |              | 82      | 5         | 16      | 1    | 3        | 469    | 1      |

### Résultats détaillés
(Les courses en gras indiquent une pole position; les courses en italique, indiquent le meilleur tour en course)
| Saison | Catégorie | Moto      | 1      | 2       | 3       | 4       | 5       | 6      | 7       | 8       | 9       | 10     | 11      | 12     | 13     | 14      | 15      | 16      | 17      | 18      | 19     | Pos | Pts |
| ------ | --------- | --------- | ------ | ------- | ------- | ------- | ------- | ------ | ------- | ------- | ------- | ------ | ------- | ------ | ------ | ------- | ------- | ------- | ------- | ------- | ------ | --- | --- |
| 2015   | Moto3     | Husqvarna | QAT    | AME     | ARG     | SPA     | FRA     | ITA    | CAT     | NED     | GER     | IND 28 | CZE 19  | GBR 8  | RSM 11 | ARA 24  | JAP 24  | AUS Ab. | MAL 16  | VAL 22  |        | 25e | 13  |
| 2016   | Moto3     | KTM       | QAT    | ARG     | AME     | SPA     | FRA     | ITA 15 | CAT     |         |         |        |         | GBR 18 | RSM 17 | ARA 25  | JAP 11  | AUS 19  | MAL 16  | VAL Ab. |        | 30e | 12  |
| 2016   | Moto3     | Honda     |        |         |         |         |         |        |         | NED 10  | GER     | AUT    | CZE     |        |        |         |         |         |         |         |        | 30e | 12  |
| 2017   | Moto3     | Mahindra  | QAT 23 | ARG Ab. | AME 26  | SPA 19  | FRA 14  | ITA 19 | CAT 19  | NED Ab. | GER 19  | CZE 19 | AUT Ab. | GBR 17 | RSM 15 | ARA Ab. | JAP Ab. | AUS 10  | MAL Ab. | VAL 20  |        | 28e | 9   |
| 2018   | Moto3     | Honda     | QAT 3  | ARG 7   | AME 18  | SPA Ab. | FRA Ab. | ITA 8  | CAT 17  | NED 6   | GER 13  | CZE 10 | AUT 5   | GBR C  | RSM 1  | ARA 13  | THA 2   | JAP 2   | AUS Ab. | MAL 2   | VAL 18 | 5e  | 151 |
| 2019   | Moto3     | Honda     | QAT 2  | ARG 7   | AME 13  | SPA 8   | FRA 2   | ITA 2  | CAT Ab. | NED 2   | GER 1   | CZE 2  | AUT 6   | GBR 3  | RSM 8  | ARA 11  | THA 2   | JPN 1   | AUS 1   | MAL 1   | VAL 21 | 1er | 279 |
| 2020   | Moto2     | Kalex     | QAT 24 | ESP 19  | AND Ab. | CZE 24  | AUT 19  | STY 17 | RSM 13  | EMR 21  | CAT Ab. |        |         |        |        |         |         |         |         |         |        | 25e | 5   |

## Palmarès

### Victoire en Moto3: 5
| Année | Lieu du Grand Prix             | Circuit                               | Ville                |
| ----- | ------------------------------ | ------------------------------------- | -------------------- |
| 2018  | Grand Prix moto de Saint-Marin | Misano World Circuit Marco Simoncelli | Misano               |
| 2019  | Grand Prix moto d'Allemagne    | Sachsenring                           | Hohenstein-Ernstthal |
| 2019  | Grand Prix moto du Japon       | Circuit de Motegi                     | Motegi               |
| 2019  | Grand Prix moto d'Australie    | Circuit de Phillip Island             | Phillip Island       |
| 2019  | Grand Prix moto de Malaisie    | Circuit international de Sepang       | Sepang               |